# آرون مایکل میتچیک
آرون مایکل میتچیک (به انگلیسی: Aaron Michael Metchik) (زاده ۲۲ آوریل ۱۹۸۰) بازیگر آمریکایی است.
از فیلم‌های معروف او می‌توان به بازی در فیلم احساس مینه‌سوتا و گروه پرستاران بچه اشاره کرد.